# Matthias Hönerbach
Matthias Hönerbach (* 13. April 1962 in Köln) ist ein deutscher Fußballtrainer und ehemaliger Fußballspieler. 

## Karriere

### Spieler
Matthias Hönerbach begann seine Karriere in der Jugend von Bayer 04 Leverkusen und wurde 1980 in den Profikader berufen, für den er allerdings kein Spiel machte. Daraufhin wechselte er zum 1. FC Köln, mit dem er 1983 DFB-Pokalsieger wurde und 1986 das UEFA-Cup-Finale erreichte. Hönerbach wechselte 1989 zum 1. FC Saarbrücken und beendete 1994 seine Profikarriere. Er spielte danach noch ein Jahr für Eintracht Trier in der Regionalliga West/Südwest.
Insgesamt kam er auf 202 Erst- und 85 Zweitligaspiele.

### Trainer
Seine zweite Karriere begann Hönerbach als Trainerassistent bei Eintracht Trier. Ein Jahr später übernahm er als Trainer die Zweite Mannschaft des 1. FC Köln. Zur Saison 1996/97 wurde er Trainer beim SCB Viktoria Köln, bei dem er bis 2005 blieb. Ab der Saison 2005/06 war er Co-Trainer bei Werder Bremen mit einem Vertrag bis 2014. Nach der Entlassung von Thomas Schaaf übernahm Hönerbach gemeinsam mit Wolfgang Rolff interimistisch das Training der Bundesligamannschaft. Zum 1. Juli 2014 wurde er für ein Jahr Co-Trainer bei Eintracht Frankfurt, erneut unter Schaaf als Cheftrainer.
Mit der Bestellung von Thomas Schaaf zum Cheftrainer von Hannover 96 zur Rückrunde der Saison 2015/16 rückte er als Co-Trainer zusammen mit Wolfgang Rolff ins neue Trainerteam. Nach zehn Niederlagen aus elf Spielen wurde das Team im April 2016 freigestellt. 2019 eröffnete der gelernte Kaufmann Hönerbach ein Lotto-Tabak-Presse-Geschäft im Kölner Agnesviertel.